# Chami Murmu

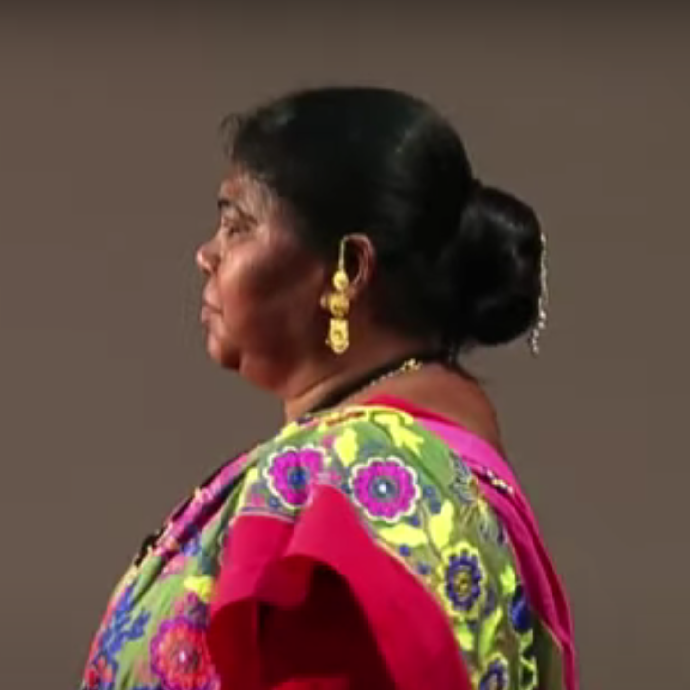
Chami Murmu (2020)

Chami Murmu (Hindi चामी मुर्मू; * 6. November 1971 im Dorf Bagraisai, Bhursa, Seraikela Kharsawan, Jharkhand) ist eine indische Naturschützerin und Umweltaktivistin aus dem Volk der Santal. Sie gründete 1996 die Frauenorganisation Sahayogi Mahila, die mehr als drei Millionen Bäume im Jharkhand pflanzte.

## Leben und Wirken
Murmu stammt aus dem Dorf Bagraisai im Norden Indiens. Als sie noch zur Schule ging, starben ihr Vater und ihr Bruder plötzlich. Um für ihre drei jüngeren Geschwister und ihre kranke Mutter zu sorgen, musste Chami Murmu nach der zehnten Klasse die Schule verlassen, um als Hilfsarbeiterin etwas Geld zu verdienen. Im Alter von 17 Jahren wurde ihr bei einem Gemeindetreffen klar, welche große Bedeutung Baumplantagen und Umweltschutz in ihrer Region haben. Jahrelang war Raubbau betrieben worden, ohne dass neue Bäume angepflanzt wurden. Die Bevölkerung war arm. Zunächst begann Murmu in ihrem Dorf zu pflanzen und erkannte die Notwendigkeit, im Kollektiv zu handeln. Deshalb reiste sie von Dorf zu Dorf, um weitere Frauen für das Problem zu sensibilisieren und als Mitarbeiterinnen zu gewinnen. Die Baumpflanzaktion gewann an Dynamik, indem Frauen Gruppen bildeten, um Setzlinge auf unbebautes Land, karge Felder, sowie entlang von Straßen und Kanälen zu pflanzen. Diese Bewegung breitete sich auf 500 Dörfer im ehemaligen Fürstenstaat Seraikela aus. Nicht nur die Naxalitenaufstände bildeten eine fortwährende Bedrohung, sondern auch einige männliche Gemeindemitglieder und die Holzmafia. 1996, als schon ca. 100.000 Setzlinge gepflanzt waren, zerstörten örtliche Schläger alle Setzlinge. Die Frauen erstatteten Anzeige, was zur Verhaftung der Täter führte.

## Sahayogi Mahila Bagraisai (SMB)
1996 wurde Chami Murmu mit dem Indira Priyadarshini Vrikshamitra Award ausgezeichnet. Sie gründete noch im selben Jahr die Frauenorganisation Sahayogi Mahila Bagraisai (SMB) mit zunächst elf Mitgliedern, um ihr Anliegen voranzutreiben und wieder neue Bäume zu pflanzen. Das Projekt setzt sich dafür ein, die Grünflächen der Region wiederherzustellen und den Status der Landfrauen zu verbessern, indem sie ihren Lebensunterhalt selbst verdienen und damit ihre Selbstständigkeit stärken können. Die Gruppe richtete eine Baumschule ein und pflanzte Setzlinge auf kargem Land, um verschiedene Arten Bäume (vorwiegend Eukalypten, Salbaum, Akazien, Niembaum und Palisander) aufzuforsten und die bestehenden Bäume vor illegalen Holzfällern zu schützen. Sahayogi Mahila wuchs kontinuierlich, auch Regenrückhaltebecken und Kanäle konnten gebaut oder wieder in Betrieb genommen werden, um das Wasser für landwirtschaftliche Zwecke nutzbar zu machen. Die Bauern von Jharkhand begannen, Reis, Gemüse und Straucherbsen anzubauen und die Ernten sind gut. Die Tierwelt in der Region erlebte ein Comeback, da ihr Lebensraum, die Wälder, wieder existieren.
Das Frauennetzwerk besteht inzwischen aus 2800 Selbsthilfegruppen, von denen jede aus zehn bis 15 weiblichen Mitgliedern besteht. Insgesamt handelt es sich um ca. 30.000 Frauen, die indirekt mit Chami Murmu verbunden sind. Wenn illegale Abholzungen geplant sind, verhindert das Netzwerk sie in nahezu allen Fällen. Alle Sahayogi Mahila angeschlossenen Frauen können mittels der Selbsthilfegruppen Bankkredite aufnehmen und sind so in der Lage, ihren Lebensunterhalt durch Ziegenhaltung, Schweinehaltung und Geflügelzucht zu verdienen. Sie erlernen eine Kombination von Methoden aus dem Ökologischen Landbau und Methoden aus dem Konventionellen Landbau. Für hunderte von armen Mädchen aus Jharkland wurden Herbergen eingerichtet, um ihnen kostenlos Bildung zu ermöglichen.
Als Gründerin und Sekretärin von Sahayogi Mahila Bagraisai, bzw. der Non-Profit-Organisation Sahayogi Mahila, organisierte Chami Murmu die Pflanzung von über 3 Millionen Bäumen in der Region Jharkhand und erhielt 2019 den Nari Shakti Puraskar vom ehemaligen Präsidenten Ram Nath Kovind. 2024 folgte die Auszeichnung mit dem Padma Shri für ihre außergewöhnlichen Leistungen.